# 圣米格尔德科苏梅尔
圣米格尔德科苏梅尔（西班牙语：San Miguel de Cozumel），墨西哥东南部金塔纳罗奥州科苏梅尔自治区城镇，为自治区区府。总人口77,236（2010年），为科苏梅尔自治区人口最多的城镇，也是金塔纳罗奥州第4大城镇。